# Pipunculus horvathi
Pipunculus horvathi är en tvåvingeart som beskrevs av Kertesz 1907. Pipunculus horvathi ingår i släktet Pipunculus och familjen ögonflugor.
Artens utbredningsområde är New York. Inga underarter finns listade i Catalogue of Life.